# حميدة الحبسي
حميدة الحبسي (ولدت في 22 آب/أغسطس 1987) هي لاعبة قوى ودفع جلة عمانية.
شاركت حميدة في أيلول/سبتمبر 2005 في الألعاب الإسلامية النسائية في طهران حيث ألقت القرص مسافة 10.24 متر وبذلك أصبحت صاحبة الرقم الوطني القياسي (لدى النساء) في سلنطة عمان. في شباط/فبراير 2006؛ شاركت في بطولة لاعبات القوى التي أقيمت في باتايا، تايلاند وقد حققت حينها رقم قياسي جديد حيث تمكت من رمي القرص لمسافة وصلت لـ 9.87 متر ليكون بذلك رقم قياسي وطني جديد في السلطنة داخل الأماكن المغلقة. في كانون الأول/ديسمبر عام 2011 شاركت الحبسي في رمي القرص في دورة الألعاب العربية في العاصمة القطرية الدوحة وجاءت في المركز الرابع من خمس لاعبات.

## روابط خارجية
- حميدة الحبسي على موقع الاتحاد الدولي لألعاب القوى (الإنجليزية)